# Enterprise (attraction)
Pour les articles homonymes, voir Enterprise.

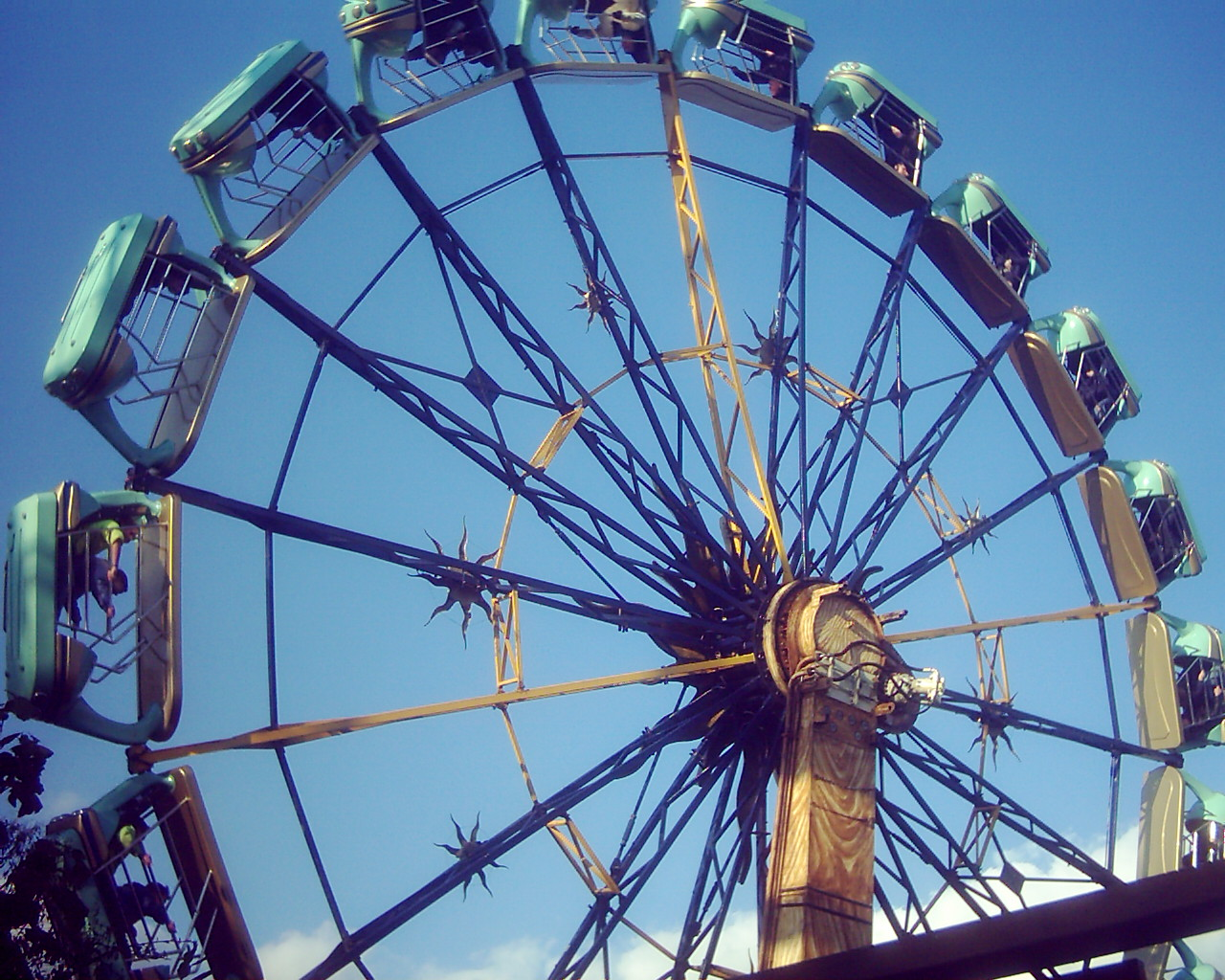
Zodiac à Thorpe Park

Enterprise est le nom donné à un type d'attraction qui existe en version fixe et transportable.

## Histoire
Conçu par le fabricant d'attractions Huss Rides en 1972, le manège est une adaptation améliorée d'un produit proposé quelques années auparavant par Anton Schwarzkopf. Le bras mécanique a été remplacé par un système hydraulique et le nombre de passagers a été augmenté. Le nom « Enterprise » provient du nom du vaisseau spatial fictif de la série originale Star Trek créée en 1966 par Gene Roddenberry.
Ce type d'attraction est aujourd'hui fabriqué par Huss Park Attractions, Anton Schwarzkopf, et Heintz Fahtze.

## Concept et fonctionnement
L'attraction se compose d'une grande roue, maintenue en son centre par un bras hydraulique capable de la faire passer d'une position horizontale, quasiment à la verticale, tout en lui faisant faire une rotation par rapport à son axe central. Sur le pourtour de cette roue sont fixés des wagonnets qui peuvent accueillir deux personnes.
Quand l'attraction se met en route, la première phase est la rotation de la roue. Sous l'effet de la force centrifuge, les wagonnets s'inclinent peu à peu à l'horizontale. C'est alors que le bras surélève cette roue jusqu'à un angle de 87°. Les passagers ne ressentent plus les effets de la gravité, la force centrifuge qui est exercée sur eux étant plus importante, ils sont coincés dans leur sièges.

## Variantes

### Schwarzkopf
La version de Schwarzkopf possède 21 wagonnets, avec un diamètre de roue plus petit et donc des wagonnets réduits par rapport à la version proposée par Huss Park Attractions. Les wagonnets d'abord construits par eux-mêmes ont ensuite été fabriqués par la société Reverchon Industries.

### Heintz Fahtze
Une seule attraction de ce type a été construite par cette société. C'était en 1983 pour le parc américain Darien Fun Country.

### Huss Park Attractions
- La version de Huss Park Attractions est la plus répandue à travers le monde entier.
- Une version plus grande, le Sky Lab (15 nacelles de 4 personnes), a été fabriqué en quelques exemplaires.
- La même base que le Enterprise a été utilisé pour le UFO, ou les passagers se retrouvent en position debout.

### Fly Away

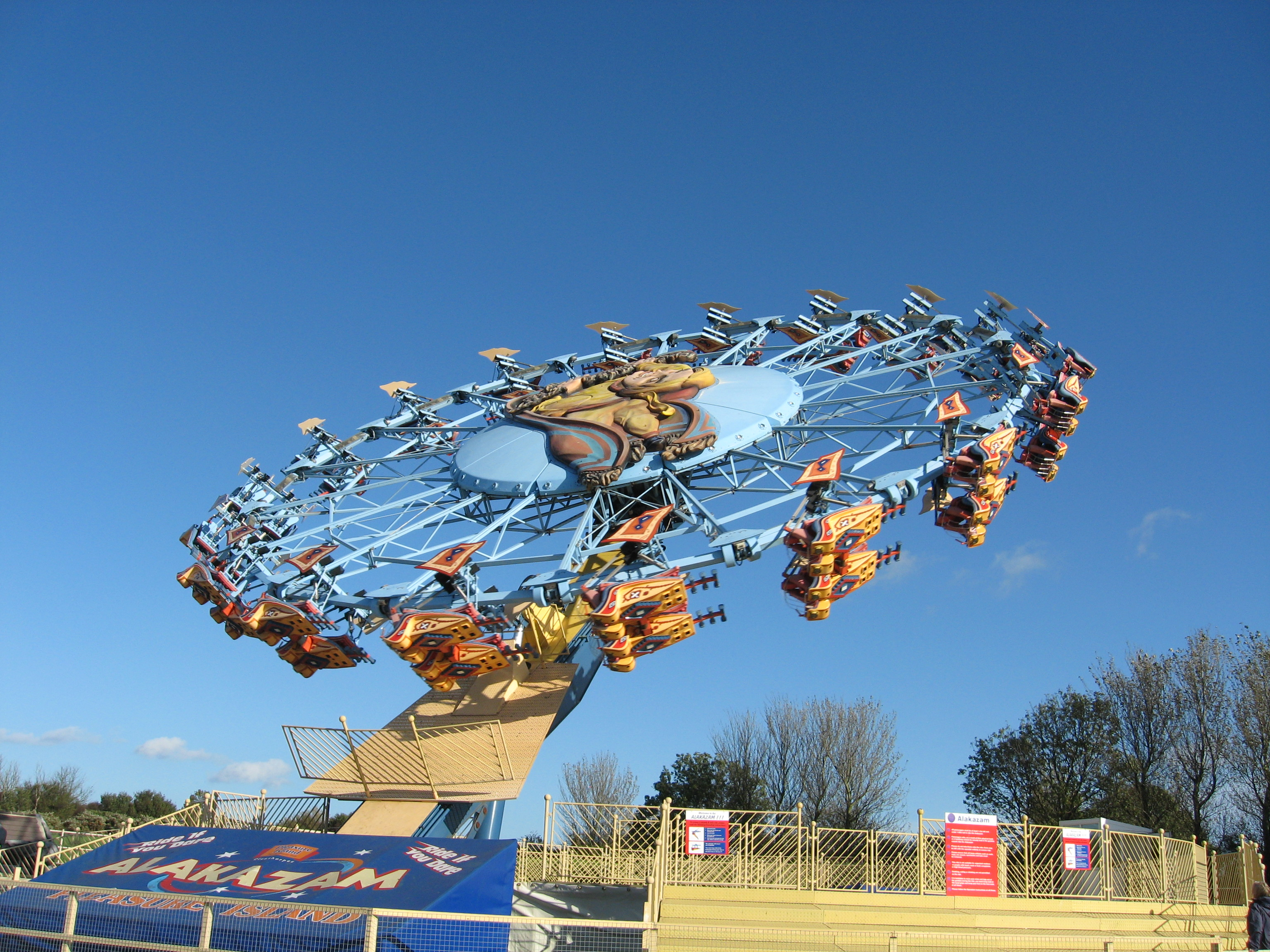
Alakazam, Fly Away à Pleasure Island Family Theme Park.

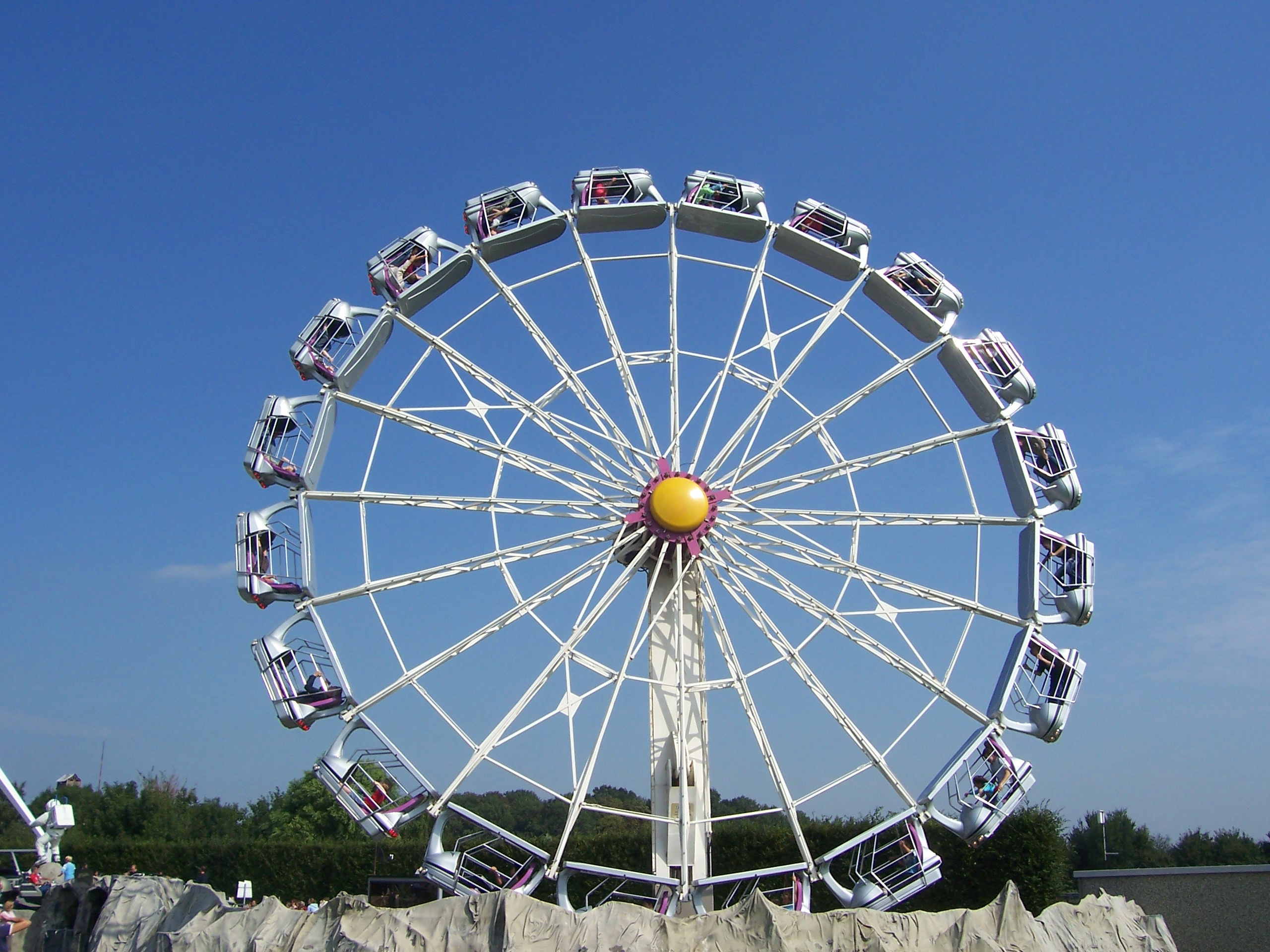
Space Loop, Drievliet (Pays-Bas).

Le principe est le même que sur un Enterprise classique à la différence près que les visiteurs ne sont pas assis mais en position couchés (à plat ventre). L'embarquement se fait en position verticale. Les passagers se mettent en place, ventre contre la structure déjà légèrement inclinée. Cette partie inférieure se relève alors de manière à maintenir les passagers à l'intérieur de la nacelle dans la position allongée plat ventre.
Les sensations données par cette mise en place permettent une impression d'envol plus impressionnante.

### Tri Star
Produit dès 1977 par la société allemande Huss Park Attractions, le Tri Star se compose trois disques capables de rotation de sept gondoles chacun. Les 42 passagers sont assis par deux l'un derrière l'autre dans chacune des vingt et une gondoles. Chaque disque est relié en son centre à un bras hydraulique commun. Contrairement à l'Enterprise, le bras ne s'élève pas à un angle de 87°, il atteint 45 degrés à 17 mètres de hauteur. Le Tri Star ne réalise donc pas d'inversion. Sa capacité est approximativement de 840 personnes par heure. Le manège occupe une superficie de 21 m. x 21 m.

## Attractions de ce type
| Nom de l'attraction                                                | Parc                              | Pays        | Année d'ouverture | Constructeur          |
| ------------------------------------------------------------------ | --------------------------------- | ----------- | ----------------- | --------------------- |
| Enterprise (fermé en 1985)                                         | OK Corral                         | France      | 1980              | Huss Park Attractions |
| Enterprise (fermé en 2006)                                         | La Mer de sable                   | France      | 1979              | Huss Park Attractions |
| Enterprise (fermé en 2015)                                         | Magic Park Land                   | France      | 2003              | Huss Park Attractions |
| Soleil Levant (fermé en 2009)                                      | OK Corral                         | France      | 1986              | Anton Schwarzkopf     |
| Gravity                                                            | Kingoland                         | France      | 2015              | Huss Park Attractions |
| Spoontus Anciennement Fly Away à Bobbejaanland                     | La Récré des 3 Curés              | France      | 2016              | Huss Park Attractions |
| Enterprise                                                         | Modèle itinérant                  | France      |                   | Huss Park Attractions |
| Reef Diver (fermé en 2014)                                         | Dreamworld                        | Australie   | 1983              | Huss Park Attractions |
| Enterprise                                                         | Luna Park (Melbourne)             | Australie   | 1979              | Huss Park Attractions |
| Ciclon                                                             | Parque del Café                   | Colombie    |                   | Huss Park Attractions |
| Enterprise                                                         | Playland                          | Canada      | 1984              | Huss Park Attractions |
| Storm                                                              | Calaway Park                      | Canada      | 2002              | Huss Park Attractions |
| The Orbiter (Sky Lab)                                              | Canada's Wonderland               | Canada      | 1981              | Huss Park Attractions |
| Inferno (fermé en 2010, anciennement Enterprise)                   | Walibi Belgium                    | Belgique    | 1979              | Huss Park Attractions |
| Fly Away (fermé en 2014)                                           | Bobbejaanland                     | Belgique    | 2003              | Huss Park Attractions |
| Enterprise (détruit par un incendie en 1986)                       | Bellewaerde                       | Belgique    | 1981              | Anton Schwarzkopf     |
| Enterprise (El Sol)                                                | Heide Park                        | Allemagne   | 1991              | Huss Park Attractions |
| Enterprise (fermé en 2011)                                         | Serengeti-Park                    | Allemagne   | 1996              | Huss Park Attractions |
| Enterprise (fermé en 2019)                                         | Freizeit-Land Geiselwind          | Allemagne   | 1992              | Huss Park Attractions |
| Mondlift                                                           | Modèle itinérant                  | Allemagne   |                   | Huss Park Attractions |
| Alakazam (fermé en 2016)                                           | Pleasure Island Family Theme Park | Royaume-Uni | 1993              | Huss Park Attractions |
| Black Widow's Web                                                  | Lightwater Valley                 | Royaume-Uni | 2001              | Huss Park Attractions |
| Zodiac                                                             | Thorpe Park                       | Royaume-Uni | 2001              | Huss Park Attractions |
| Enterprise                                                         | Alton Towers                      | Royaume-Uni | 1984              | Huss Park Attractions |
| Enterprise (fermé en 1996)                                         | Wasalandia                        | Finlande    | 1988              | Huss Park Attractions |
| Enterprise (fermé en 1998)                                         | Linnanmäki                        | Finlande    | 1975              | Anton Schwarzkopf     |
| Enterprise                                                         | Tykkimaki                         | Finlande    | 1999              | Anton Schwarzkopf     |
| Enterprise                                                         | Attractiepark Slagharen           | Pays-Bas    | 1977              | Anton Schwarzkopf     |
| G-Force Anciennement Reaktor à Walibi Schtroumpf                   | Walibi Holland                    | Pays-Bas    | 1998              | Huss Park Attractions |
| Kwal (Space Loop)                                                  | Drievliet                         | Pays-Bas    | 1998              | Huss Park Attractions |
| Tarantula Magica Anciennement The Captain's Wheel à Loudoun Castle | Avonturenpark Hellendoorn         | Pays-Bas    | 2012              | Huss Park Attractions |
| La Turbina (fermé en 2007)                                         | Parque de Atracciones de Madrid   | Espagne     | 1976              | Huss Park Attractions |
| Enterprise (fermé en 1982)                                         | Liseberg                          | Suède       | 1976              | Anton Schwarzkopf     |
| Enterprise                                                         | Legendia                          | Pologne     | 2000              | Huss Park Attractions |
| Enterprise                                                         | Dorney Park & Wildwater Kingdom   | États-Unis  | 1984              | Huss Park Attractions |
| Enterprise                                                         | Valleyfair                        | États-Unis  | 1978              | Huss Park Attractions |
| Enterprise                                                         | Lake Compounce                    | États-Unis  | 2006              | Huss Park Attractions |
| Enterprise (fermé en 2017)                                         | Kentucky Kingdom                  | États-Unis  | 1990              | Huss Park Attractions |
| Nightwing (fermé en 2008)                                          | Six Flags New England             | États-Unis  | 2000              | Huss Park Attractions |
| Highland Fling                                                     | Six Flags St. Louis               | États-Unis  | 1977              | Anton Schwarzkopf     |
| Screamer                                                           | Lagoon                            | États-Unis  | 1987              | Anton Schwarzkopf     |
| Scream Weaver                                                      | Carowinds                         | États-Unis  | 1975              | Anton Schwarzkopf     |
| Silver Bullet                                                      | Six Flags Darien Lake             | États-Unis  | 1983              | Heintz Fahtze         |
| Silver Bullet (fermé en 2003)                                      | Geauga Lake                       | États-Unis  | 1976              | Huss Park Attractions |
| Volcano                                                            | Kennywood                         | États-Unis  | 1978              | Huss Park Attractions |
| Wheelie                                                            | Six Flags Over Georgia            | États-Unis  | 1977              | Anton Schwarzkopf     |
| Spinnaker (fermé en 1995)                                          | Six Flags Over Texas              | États-Unis  | 1977              | Anton Schwarzkopf     |
| Wagon Wheel (fermé en 2011)                                        | Six Flags Fiesta Texas            | États-Unis  | 1996              | Anton Schwarzkopf     |
| Enterprise                                                         | Six Flags Great Adventure         | États-Unis  | 1975              | Anton Schwarzkopf     |
| Witches' Wheel                                                     | Cedar Point                       | États-Unis  | 1977              | Huss Park Attractions |
| The Orbit (fermé en 2016)                                          | Six Flags Great America           | États-Unis  | 1976              | Anton Schwarzkopf     |
| The Orbit                                                          | California's Great America        | États-Unis  | 1976              | Anton Schwarzkopf     |
| Zulu                                                               | Worlds of Fun                     | États-Unis  | 1979              | Huss Park Attractions |